# Josep Ortí i Moles
Josep Ortí i Moles (València, 1650-1728) fou un poeta i comediògraf en castellà.
Fill de Marc Antoni Ortí i Ballester, fou doctor en lleis a València (1673), secretari de la diputació i regent del Llibre de Memòries de la Ciutat. Va ésser també president de l'Acadèmia de l'Alcàsser. Fou professor de perspectiva en diverses acadèmies, com foren les de la Mare de Déu dels Desemparats, la del marquès de Villatorcas i la del comte de l'Alcúdia. Va ésser perseguit per filipista. Entre les seues comèdies destaquen Bayle de la justícia de amor y desdén (1680), Ayre, tierra y mar son fuego (1682) i El amor y la esperanza en palacio (1690). Compongué també obra religiosa (Oratorio sacro, de 1720 i musicat a cinc veus pel mestre de capella Pere Rabassa) i de circumstàncies (Gozosa esclamación de un valenciano después de la rendición del castillo de Alicante o Triunfos del Rey nuestro Señor y obsequios de Valencia, 1710), així com romanços i cobles. A més, hi ha poesies seues en català disperses en edicions d'aquells anys.